# أنس بن معاذ
أنس بن معاذ صحابي من بني معاوية بن عمرو بن مالك بن النجار من الخزرج، قال الواقدي أنه شهد المشاهد كلها، ومات في خلافة عثمان بن عفان، بينما قال عبد الله بن محمد بن عمارة الأنصاري أنه شهد غزوتي بدر وأحد، وقُتل يوم بئر معونة سنة 4 هـ.